# Polizeiruf 110: Hildes Erbe
Hildes Erbe ist ein Fernsehfilm aus der Krimireihe Polizeiruf 110. Die 396. Folge innerhalb der Filmreihe Polizeiruf 110 wurde am 30. Januar 2022 im Ersten ausgestrahlt. Es ist der 12. Fall von Kriminalhauptkommissar Adam Raczek.

## Handlung
Als Kriminalkommissar Vincent Ross, frisch von der Polizeischule, in seine Wohnung in Słubice einzieht, hilft ihm dabei spontan der 24-jährige Student Bastian Grutzke, der eine Etage höher wohnt. Als dessen Schwester Emma Grutzke am nächsten Morgen auf ihr Klopfen keine Reaktion wahrnimmt, obwohl laute Musik aus der Wohnung dringt, ruft sie zusammen mit Ross die Polizei. Auf dem Boden wird Grutzkes blutbeschmierte Leiche gefunden. Er ist dort verblutet, nachdem er sich bei einer Auseinandersetzung am Hals verletzt hatte.
Ross stellt sich Hauptkommissar Raczek als dessen neuer Mitarbeiter vor; dieser lässt ihn sofort den Dienst beginnen. Ross hat ein Psychologie-Studium mit der Bachelor-Prüfung abgeschlossen und strebt einen Master-Abschluss an. Er erweist sich als einfühlsamer Ermittler, während Raczek eine Tablettensucht entwickelt hat, die zu Ausfällen als Autofahrer und in seinem Verhalten führt. 
Emma Grutzke gibt an, dass sie schon am Vorabend versucht hat, ihren Bruder zu treffen. Doch er habe weder geöffnet, noch habe sie ihn telefonisch erreicht. Von Bastians Nachbarn erfahren die Ermittler, dass Bastian mit Sandra Boettcher, der Altenpflegerin seiner todkranken Großmutter Hilde Grutzke, gestritten hatte. Bastian wollte seine Großmutter dazu bringen, ihn zum Alleinerben einzusetzen, während die Großmutter bisher ihre Pflegerin und deren Familie großzügig bedacht hat.
Als Hilde Grutzke plötzlich stirbt, wird eine Vergiftung durch Rattengift festgestellt. Nach eingehenden Ermittlungen stellt sich heraus, dass Bastian Grutzke, in der Erwartung seines Erbes,  in den Tablettenvorrat seiner Großmutter Rattengift eingebracht hatte, um deren Ableben zu beschleunigen. Fatalerweise musste er nun aber vor ihr sterben. Dafür kann letztendlich seine Schwester verantwortlich gemacht werden. Emma Grutzke leidet unter einer psychischen Störung, seit sie als Kind erleben musste, wie ihre Mutter bei einem von ihrem Vater verschuldeten Autounfall getötet wurde. Ihr Vater konnte den Kindern gegenüber seine Schuld nie zugeben. Als ihr Bruder sie aufgrund ihrer psychischen Instabilität in eine betreute Wohneinrichtung geben wollte, rastete sie aus und warf mit einer Porzellanfigur nach ihm. Beim Ausweichen verletzte er seine Halsschlagader. Weil Emma die Wohnung verließ und sich danach nicht mehr an das Geschehene erinnern konnte, verblutete ihr Bruder.

## Hintergrund
Der Film wurde vom 3. August 2021 bis zum 31. August 2021 in Frankfurt (Oder), Potsdam und Luckenwalde gedreht.

## Rezeption

### Einschaltquoten
Die Erstausstrahlung von Hildes Erbe am 30. Januar 2022 wurde in Deutschland von 8,44 Millionen Zuschauern gesehen und erreichte einen Marktanteil von 25,0 % für Das Erste.

### Kritiken
Für tittelbach.tv wertete Martina Kalweit: „Das Zusammenspiel des erfahrenen Adam Raczek mit dem frisch von der Berliner Polizeischule angereisten Vincent Ross nimmt fast ebenso viel Raum ein wie der eigentliche Fall.“ Ansonsten gibt es „Viel Milieu, wenig Spannung, aber zwei Ermittler, die mit sich und der Welt noch einiges zu klären haben. Eingeschworene Kriminalisten sollten sich, wie bei neuen Teams oft der Fall, in Geduld üben. Wen der frische Blick auf psychologische Hintergründe von Verbrechen interessiert, der findet in Vincent Ross einen neuen Freund.“
In der Süddeutschen Zeitung schrieb Kritikerin Claudia Tieschky: „Was über diesen Polizeiruf 110 vom RBB vor allem zu sagen wäre, ist schwierig – weil es ungerecht ist. Sagen wir es trotzdem: Die Wendungen des Falles, um den es im deutsch-polnischen Kommissariat in Słubice geht, hat man nach Filmende sehr schnell vergessen. Vielleicht abgesehen von dem Kunstblut, denn das ist wirklich viel. Ungerecht ist das, weil die Geschichte in ‚Hildes Erbe‘ durchaus fein erzählt ist.“
Christian Buß von Der Spiegel wertete:  „Mit ‚Hildes Erbe‘ findet der deutsch-polnische ‚Polizeiruf‘ einen rabiaten und zugleich heiteren Tonfall. In der Vergangenheit litt der östliche Außenposten der deutschen Krimiunterhaltung ja oft daran, dass die gewichtigen gesellschaftlichen Themen (Reichsbürger, Rechtspopulismus, katholischer Fundamentalismus) grau in grau inszeniert waren. […] Gut möglich, dass sich der‚Polizeiruf‘ mit Gregorowicz und Kaczmarczyk als großes Generationenlabor des manchmal doch arg in die Jahre gekommenen Sonntagskrimis etabliert.“